# Lacul Djantșai
Lacul Djantșai (în ucraineană Джантшейське) este un liman sărat format pe malul Mării Negre, în sudul Basarabiei. Suprafața lacului se află pe teritoriul Raionului Tatarbunar, la nord-est de Lacul Sasic. 
Bazinul lacului este de formă alungită. Suprafața sa este de 6.92 km². Lacul se află pe malul Mării Negre, de care este separat printr-o barieră îngustă de nisip. De-a lungul litoralului, lacul Djantșai este situat între lacul Sasicul Mic (la nord-est) și lacul Sasic (la sud-vest). Pe malul nord-estic se află stațiunea Raseika (în ucraineană Рассейка).
Lacul Djantșai face parte din Parcul Natural Național "Limanele Tuzlei". 